# Дзокки, Джузеппе
Джузеппе Дзокки (итал.  Giuseppe Zocchi; 1711, Флоренция — 22 июня 1767, там же) — итальянский художник и гравёр.

## Биография
Дзокки был сыном землекопа из Фьезоле. Официальной датой рождения считается 1711 год, но возможно, это было в 1716—1717 году. Этот вывод следует из фронтисписа его работы на Вилле во Флоренции 1744 года с надписью под автопортретом художника, в которой он заявляет, что ему 27 лет.
По данным короткой биографии художника, написанной Франческо Мария Николя Габурри, Дзокки был отдан на обучение Раньери дель Pace — одной из главных фигур флорентийского барокко. Начинал с исторических сюжетов, работал во фресковой живописи и испытал влияние Гаспара Ван Вителя, посетившего Флоренцию.
В 1738 году, после смерти Ван Вителя, богатый маркиз Андреа Джерини предложил художнику свою поддержку и, вероятно, что Дзокки изучал перспективу в Риме, Болонье и Северной Италии. Он был удостоен приза для молодых студентов по классу живописи при Академии художеств в 1737 году, и в 1741 году зачислен на первый курс.
Между 1739 и 1741 годами он также побывал в Венеции, где был студентом Иосифа Вагнера и изучал искусство гравюры. Габурри учил Дзокки срисовывать картины различных художников в церквях Флоренции и использовать в качестве основы для гравюр, тем самым открыв его дарование.
Следует подчеркнуть, что хотя Дзокки был известен среди современников прежде всего как пейзажист, но также он занимался архитектурными и ландшафтными работами. Большим спросом пользовались его работы у англичан, совершавших большой тур по Италии. Английский художник Т. Патч помогал ему находить заказчиков среди соотечественников.

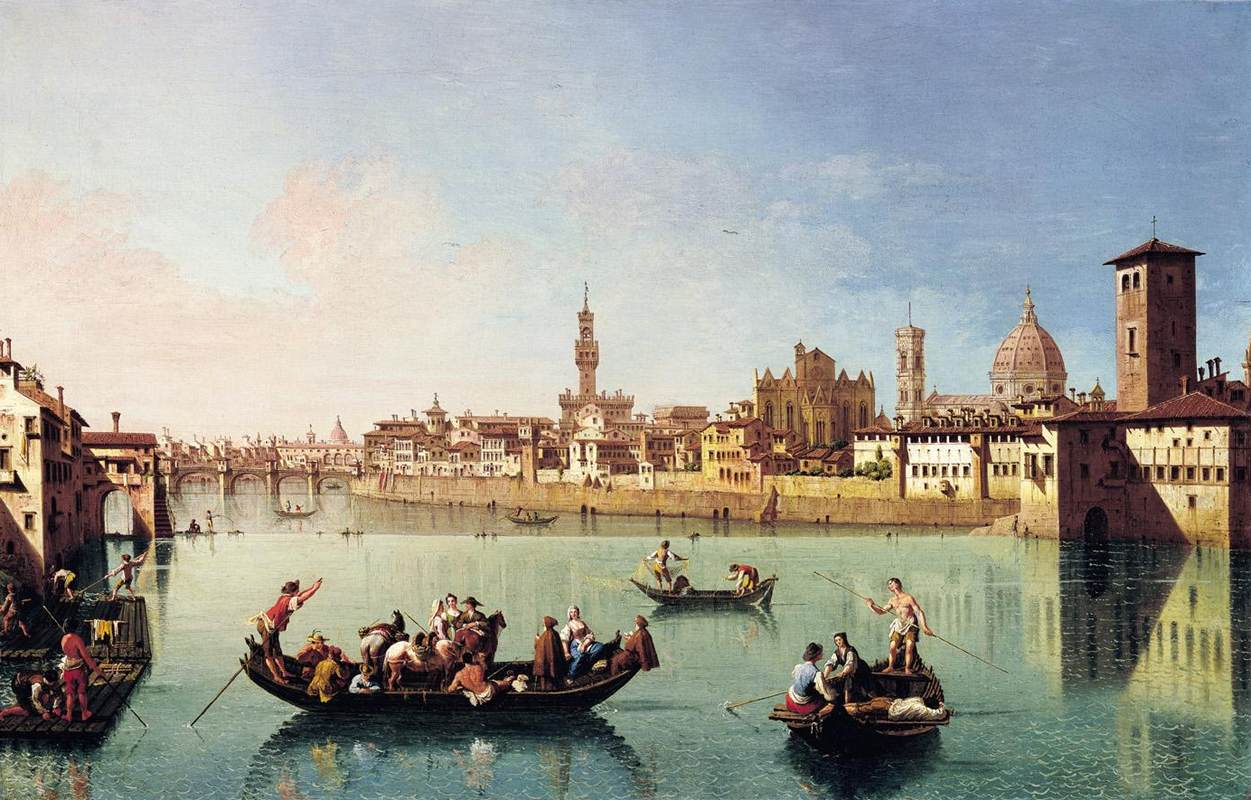
Вид на Арно во Флоренции

В дополнение к его прекрасным холстам «Триумф Давида», 1739 (частное собрание) и парным полотнам «Фигуры в руинах», которые были подписаны и датированы 1746 и 1747 годами (Великобритания, частное собрание), стоит вспомнить его «Сцену разговора» (Музей Коррер, Венеция; частное собрание, Флоренция), его фрески для Габриэлло Риккарди (около 1740), а также его росписи в Пизе (Библейские сюжеты, 1751).
В начале 1740-х годов Дзокки был гостем Маркиза Андреа Джерини и работал над различными видами Флоренции, прекрасно выполняя работы в стиле знаменитого Каналетто.
Как Франческо Гварди и Каналетто в своих работах прославили Венецию, а Джованни Баттиста Пиранези — Рим, то же Джузеппе Дзокки сделал для Флоренции. Маркиз Андреа Джерини дал Дзокки заказ на отображение всех величайших достопримечательностей Флоренции и её окрестностей.
Этот заказ стал наиболее известной работой Дзокки — две серии сделанных по его собственным чертежам гравюр под названием «Подборка двадцати четырех видов основных районов, площадей, церквей и дворцов города Флоренции и местностей в Тоскане», опубликованных в 1744 году и оплаченных маркизом Джерини. Полный комплект чертежей (вероятно, набор принадлежащий покровителям Дзокки в Джерини), состоящий из 77 листов, в настоящее время в хранится в библиотеке Пирпонт Морган в Нью-Йорке.
Серия из четырёх работ мастера — «Вкус», «Зрение», «Слух» и «Осязание и обоняние» послужила оригиналами для воспроизведения в цветной каменной мозаике. В середине XVIII столетия эту работу выполнила в мастерской «Петродуру» группой мастеров-камнерезов во главе со знаменитым в ту пору резчиком по камню и графиком Луи Сириесом. Каждую картину Дзокки камнерезы повторили в камне дважды. Все творения итальянцев приобрела австрийская императрица Мария-Терезия. Четыре украсили интерьеры венского дворца Хофбург, где они хранятся и поныне, а остальные в 1755 году преподнесены в дар русской императрице Елизавете Петровне. В дальнейшем работы украсили Янтарную комнату.
С 1750-х годов Дзокки работал с Галереей деи Лавори ди Пьетре Дюре (изготовляющей флорентийскую мозаику), где он был официальным дизайнером и гравером вплоть до своей смерти, поставляя рисунки и модели, в основном для императора Франца Стефана Лотарингского Габсбурга.
Его работы можно увидеть в Музее изящных искусств в Нанси, но большая часть работ находится в частных собраниях. В России одна из его работ — «Скульптор в своей мастерской» хранится в собрании Музея частных коллекций Международного института антиквариата, входящего в ASG Инвестиционную группу компаний.
Скончался от чумы 22 июня 1767 года.